# Sweet Deceiver
Sweet Deceiver is het zevende album van de Britse progressieve-rockmusicus Kevin Ayers. Het verscheen in 1975.

## Tracklist
1. Observations - 4:26
2. Guru Banana - 2:49
3. City Waltz - 3:34
4. Toujours Le Voyage - 7:59
5. Sweet Deceiver - 2:48
6. Diminished But Not Finished - 1:58
7. Circular Letter - 4:27
8. Once Upon an Ocean - 3:31
9. Farewell Again (Another Dawn) - 3:16

## Bezetting
- Kevin Ayers: zang, gitaar (akoestisch en elektrisch), piano, orgel

Met:
- Ollie Halsall: gitaar
- Jacob Magnusson: orgel
- Freddie Smith: drums

Gasten:
- John Altman: klarinet
- Elton John: piano
- Fuzzy Samuels: basgitaar
- Chilli Charles: drums